# Sværdet i stenen - Da kongen var knægt
 For alternative betydninger, se Sværdet i stenen. (Se også artikler, som begynder med Sværdet i stenen)
| Portal | Portal:Disney |

Sværdet i stenen - Da kongen var knægt er en amerikansk tegnefilm, skabt af Walt Disney, og er den 18. i rækken af Disneys klassikere. Det er en løs fortolkning af romanen "Kong Arthur og Ridderne Om Det Runde Bord", skrevet af T.H. White, og fungerer som forhistorie til originalhistorien.

## Skuespillere
| Engelske skuespillere | Danske skuespillere    | Rolle         |
| --------------------- | ---------------------- | ------------- |
| Rickie Sorensen       | Ole Agersnap           | Arthur        |
| Karl Swenson          | Helge Kjærulff-Schmidt | Merlin        |
| Junius Matthews       | Ove Sprogøe            | Arkimedes     |
| Sebastian Cabot       | Karl Stegger           | Sir Hector    |
| Norman Alden          | Morten Grunwald        | Kai           |
| Alan Napier           | Christian Arhoff       | Sir Pellinore |
| Barbara Jo Allen      | Jessie Rindom          | Kokkepige     |
| Martha Wentworth      | Marguerite Viby        | Madam Mim     |
| Fred Darian           | Poul Bundgaard         | Sang          |
| Sebastian Cabot       | Poul Reichhardt        | Fortæller     |